# Farhad Ghaemi
Farhad Ghaemi (28 de agosto de 1989) é um voleibolista profissional iraniano.

## Carreira
Farhad Ghaemi é membro da seleção iraniana de voleibol masculino. Em 2016, representou seu país na sua primeira participação no voleibol nos Jogos Olímpicos de Verão no Rio de Janeiro, que ficou em 8º lugar.

## Premiações individuais
- Melhor Atacante do Campeonato Mundial Juvenil de 2009[2]